# Sam Morsy
Samy Sayed Morsy (Wolverhampton, 10 de setembro de 1991) é um futebolista egípcio que atua como meio-campista. Atualmente defende o Kuwait SC.

## Carreira
Foi convocado para defender a Seleção Egípcia de Futebol na Copa do Mundo de 2018.